# Jesus Melliza
Jesus Melliza (Igbarás, Filipinas; 20 de abril de 1992) es un futbolista de Filipinas que juega en las posiciones de mediapunta y extremo con el Kaya FC–Iloilo de la Philippines Football League desde el año 2021.

## Carrera

### Club
| Periodo   | Club                 |
| --------- | -------------------- |
| 2015–2017 | Green Archers United |
| 2017–2021 | Stallion Laguna FC   |
| 2021–     | Kaya FC–Iloilo       |

### Selección nacional
A nivel de selecciones menores jugó para Filipinas pero no pudo jugar en los Juegos del Sudeste Asiático de 2015 en Singapur por problemas burocráticos. Melliza fue convocado por primera vez para jugar con Filipinas en octubre de 2017 por la clasificación para la Copa Asiática 2019 ante Yemen, pero fue hasta junio de 2022 que debutó con la selección nacional en la victoria por 1–0 sobre Mongolia por la clasificación para la Copa Asiática 2023. Anotó su primer gol internacional el 23 de diciembre de 2022 en la victoria por 5-1 en Manila ante Brunéi por el Campeonato de la AFF 2022.

## Logros
- Philippines Football League: 2022–23[7]